# Gilles de Souvré
Gilles de Souvré, markies van Courtenvaux, geboren rond 1540 en gestorven in 1626, was een aristocraat en militair. Hij was maarschalk van Frankrijk, gouverneur van Touraine, grootmeester van de koninklijke garde van koning Hendrik IV van Frankrijk en leermeester van Lodewijk XIII. Hij stierf in 1626 op 86-jarige leeftijd en werd begraven in de kapel van het Château de Courtanvaux.
Hij trad toe tot het leger van hertog Hendrik van Anjou, die hij in 1573 vergezelde naar Polen. Bij zijn terugkeer maakte deze prins, die koning Hendrik IV van Frankrijk werd, hem grootmeester van de koninklijke garde en gouverneur van Touraine. In 1582 trouwde hij met Françoise de Bailleul, dochter van Jean de Bailleul, barones van Messei. Souvré maakte in 1585 deel uit van de Orde van de Heilige Geest.